# Mycetochara
Mycetochara es un género de escarabajos.

## Especies
- Mycetochara analis (LeConte, 1878)
- Mycetochara axillaris (Paykull, 1799)
- Mycetochara bicolor (Couper, 1865)
- Mycetochara binotata (Say, 1824)
- Mycetochara brenskei Seidlitz, 1896
- Mycetochara excelsa Reitter, 1884
- Mycetochara flavicornis (Miller, 1883)
- Mycetochara flavipennis Reitter, 1908
- Mycetochara flavipes (Fabricius, 1793)
- Mycetochara foveata (LeConte, 1866)
- Mycetochara fraterna (Say, 1824)
- Mycetochara graciliformis Reitter, 1899
- Mycetochara gracilis (Faldermann, 1837)
- Mycetochara haldemani LeConte, 1866
- Mycetochara humeralis (Fabricius, 1787)
- Mycetochara jonica (Obenberger, 1916)
- Mycetochara linearis (Illiger, 1794)
- Mycetochara maura (Fabricius, 1792)
- Mycetochara myrmecophila (Obenberger, 1916)
- Mycetochara netolitzkyi (Penecke, 1912)
- Mycetochara obscura (Zetterstedt, 1838)
- Mycetochara ocularis Reitter, 1884
- Mycetochara procera Casey, 1891
- Mycetochara pygmaea (Redtenbacher, 1874)
- Mycetochara quadrimaculata (Latreille, 1804)
- Mycetochara retowskyi (Reitter, 1889)
- Mycetochara roubali Maran, 1935
- Mycetochara rudis (Kuster, 1850)
- Mycetochara ruficollis Baudi, 1877
- Mycetochara scutellaris (Baudi, 1877)
- Mycetochara sulcipennis Reitter, 1896
- Mycetochara thoracica (Gredler, 1854)